# Teddy Sheringham
Edward Paul Sheringham MBE (Highams Park, arredores de Londres, 2 de abril de 1966), conhecido por Teddy Sheringham, é um ex-futebolista e atual treinador inglês que atuava como atacante.
Foi um dos únicos jogadores de futebol a conseguir jogar profissionalmente com o seu próprio filho, Charlie (feito igualado por Rivaldo em 2015, pelo Mogi Mirim). Aposentou-se pela primeira vez no fim da temporada 2007–08, aos 42 anos de idade, após 24 anos de carreira.

## Carreira

### Millwall, empréstimos a Aldershot e Djurgården e passagem curta pelo Forest

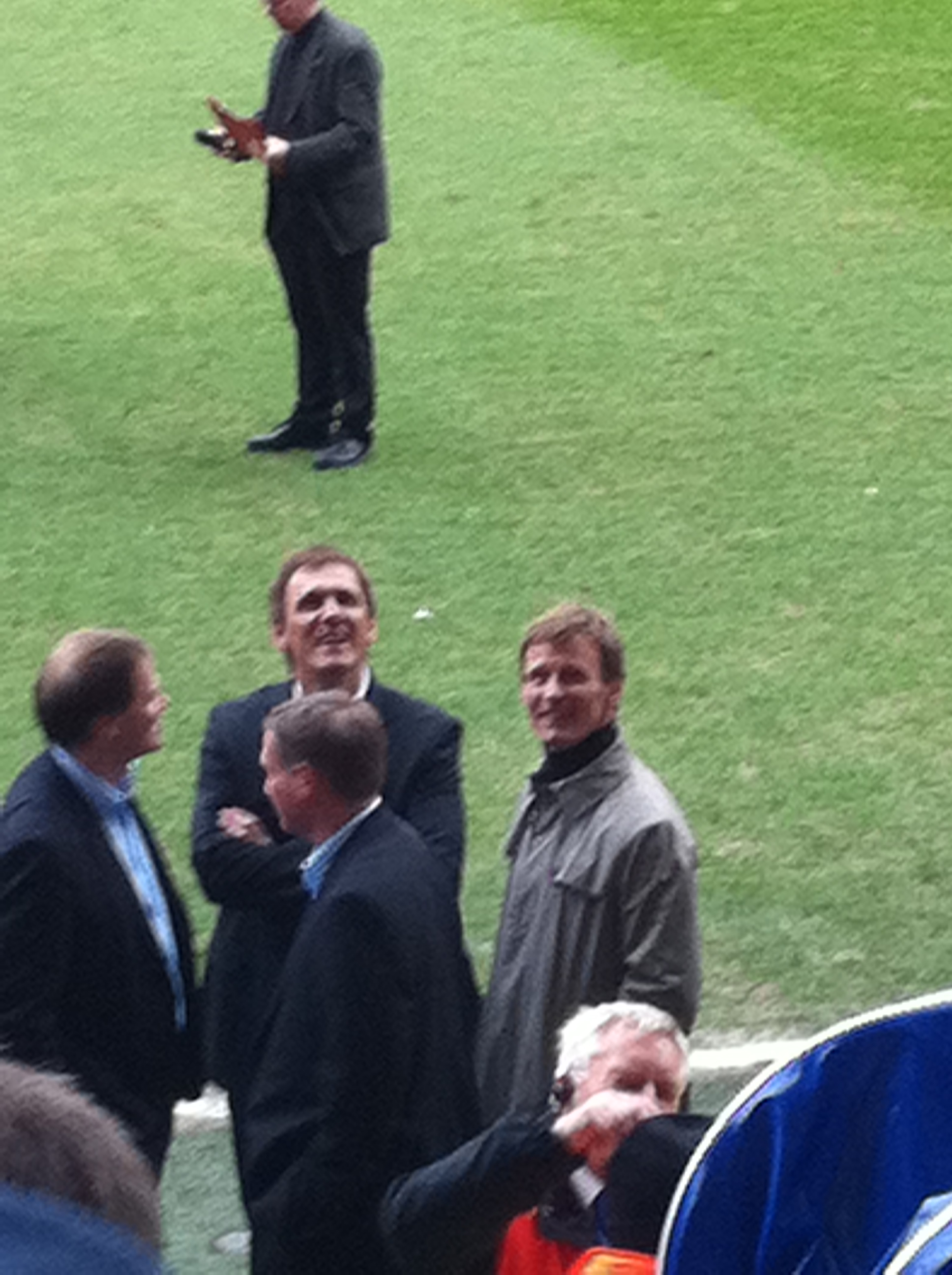
Tony Cascarino e Sheringham, enquanto atuavam pelo Millwall, marcaram 99 gols.

A estreia de Sheringham como profissional deu-se em 1982, pelo Millwall, quando ele tinha apenas 16 anos, e em seus dois primeiros anos de carreira atuou regularmente. Em 1985, quando tinha 19 anos, foi emprestado a dois clubes: o Aldershot e o Djurgården (única equipe não-inglesa que defendeu), para ganhar mais experiência.
Em 1991, Sheringham deixou o Millwall e foi para o Nottingham Forest, onde atuou por uma temporada.

### Tottenham: o auge
Apesar da curta passagem pelo Forest, Sheringham despertou interesse do Tottenham, que o contratou em 1992, por 2,1 milhões de libras.
Ele teve um início bem-sucedido no clube, sendo artilheiro da Premier League na primeira temporada, marcando 22 gols (22 com o Tottenham, um com o Forest). Seus mais destacados parceiros de ataque foram Gordon Durie, Ronny Rosenthal, Jürgen Klinsmann e, finalmente, Chris Armstrong. Em 1993-94, ele foi o artilheiro do Tottenham, com 14 gols Premiership, mas jogou apenas 19 partidas em decorrência de uma lesão, e esta teve um impacto negativo no desempenho do Tottenham no campeonato. Os Spurs terminaram em um pálido 15º lugar e só escaparam do rebaixamento na penúltima rodada.
A temporada seguinte foi melhor, pois Sheringham ajudou os Spurs a terminarem em sétimo no campeonato e chegar às semifinais da FA Cup.
Klinsmann, contratado pelo Tottenham para formar dupla com Sheringham durante a temporada 1994-95, afirmou que o inglês foi o companheiro de ataque mais inteligente que ele já tinha visto.
Sheringham logrou uma enorme popularidade frente aos torcedores do Tottenham e na primeira metade da década de 1990, foi reconhecido como um dos melhores atacantes do Campeonato Inglês. Apesar de manter a sua fama de goleador, ele já tinha 31 anos e ainda tinha que ganhar um título importante na carreira, que já estava na casa dos 15 anos, muitos especialistas consideravam que Teddy já passado o seu auge e provavelmente terminaria a carreira sem conquistar títulos importantes.

### Manchester United
Em agosto de 1997, Sheringham foi contratado pelo Manchester United por 3,5 milhões de libras. Veio para substituir o ídolo francês Éric Cantona, que havia anunciado sua aposentadoria de forma repentina.
Sua estreia com a camisa vermelha foi justamente contra o Tottenham, em White Hart Lane. Alvo de diversas vaias da torcida dos Spurs, que acusaria Sheringham de ter falta de ambição. No segundo tempo, Sheringham, mesmo tendo perdido um pênalti, se redimiu marcando dois gols para o United, que sairia vencedor do jogo.
A primeira temporada de Sheringham em Old Trafford foi difícil, pois ele, mesmo tendo marcado 14 gols, não conseguiria ainda um troféu em sua carreira. Ao fim da temporada 1997-98, um incidente entre Sheringham e Andy Cole, na partida contra o Bolton, chamou a atenção. Após um gol dos Wanderers, Sheringham acusou Cole, que se recusou a falar com o veterano.
Os boatos de que Sheringham deixaria o United aumentaram quando o trinitário Dwight Yorke foi contratado, vindo do Aston Villa. As chances de Teddy permanecerem no time titular se reduziram drasticamente, mas mesmo assim foi considerado um dos herois do título da FA Cup 1998-99. Este foi o primeiro título importante conquistado por Sheringham, já com 33 anos.
Quatro dias depois, o United enfrentaria o Bayern de Munique, na final da Liga dos Campeões, entrando como substituto. Quando tudo apontava o título do Bayern como certo, duas cobranças de escanteio mudaram o destino do jogo: Sheringham empatou a partida e, no minuto seguinte, o próprio Sheringham ajeitou de cabeça para o norueguês Solskjær marcar o gol do título.
Sua última temporada (2000-2001) com a camisa do United rendeu mais um título a Sheringham, que não teria muitas chances no time, mas ainda assim ele mostraria seu talento, aos 35 anos de idade. Ao sair do United, em 2001, escreveu seu nome na história dos Red Devils, tendo inclusive sendo convidado para a partida de despedida de seu ex-companheiro de time Solskjær.

### Volta ao Tottenham
Depois de deixar o Manchester United, Teddy regressou ao Tottenham em uma transferência a custo zero, e foi uma das primeiras contratações do novo treinador Glenn Hoddle.
Em sua primeira temporada após o retorno, Sheringham ajudou o Tottenham a terminar em 9º lugar, a sua melhor posição em seis anos e chegar a final da Taça da Liga, onde perdeu por 2-1 frente ao Blackburn Rovers, com Sheringham sendo derrubado na grande área. A temporada 2002-03 trouxe um desempenho mediano ao atacante, embora o Tottenham tivesse liderado a Premiership por três rodadas. Em sua segunda passagem pelos Spurs, Sheringham fez 80 partidas, marcando 26 gols.

### Portsmouth
Com o final de seu contrato com os Spurs, Sheringham chegou ao ascendente Portsmouth. Aos 37 anos de idade, o atacante entrou para a história do futebol inglês ao ser o atleta mais velho a marcar um hat-trick, contra o Bolton Wanderers. Mesmo assim, os Pompeys optaram por não renovarem o seu contrato.

### West Ham

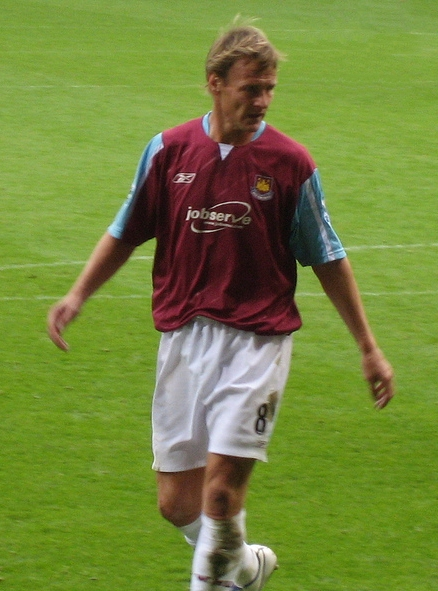
Sheringham em ação pelo West Ham.

Em 2004, Sheringham foi contratado pelo West Ham United, que na época frequentava a segunda divisão inglesa.
Aos 38 anos de idade, ajudou os Hammers a alcançarem os play-offs e a baterem o Preston, marcando o retorno do clube à Premier League. Seu contrato se encerrou ao fim da temporada 2004/05, mas Sheringham o renovou e jogaria a temporada seguinte pelo West Ham.
No dia em que completou 40 anos, em uma partida contra o Charlton, Sheringham mais uma vez quebrou um recorde, ao mostrar que ainda estava em forma apesar de sua avançada idade, juntando-se a outros jogadores como os goleiros Les Sealey e John Burridge e o meia-atacante escocês Gordon Strachan.
Na final da FA Cup, outro recorde pessoal: aos 40 anos e 41 dias, tornou-se o terceiro jogador mais velho a tomar parte em uma final da FA Cup, e, em dezembro, o atacante conquistou mais um recorde: superou sua própria marca de mais velho jogador a marcar gol, contra o Portsmouth. E contra o Manchester City, Sheringham conquistou o terceiro recorde seguido, o de jogador mais velho a jogar uma partida na Premier League, aos 40 anos e 266 dias.

### Colchester United e final de carreira
Após deixar o West Ham, muitos davam a carreira de Sheringham como encerrada. Mas o atacante surpreenderia novamente quando assinou contrato com o modesto Colchester United, em julho de 2007, e a ele foi dada a camisa 8, sem dono após a saída de Jamie Cureton.
Sua estreia pelo Colchester foi contra o Sheffield United, tendo marcado o seu primeiro gol com a camisa azul e branca em um empate por 2-2 contra o Barnsley, uma semana depois. Na semana seguinte, ele marcou um gol novamente, em uma vitória por 3-0 sobre o Preston. Suspenso apenas uma vez após ser expulso contra o Coventry City, Sheringham ficou mais uma vez entre os marcadores na vitória por 2-1, sobre o Sheffield Wednesday.
Seu quarto e último gol com a camisa do Colchester foi na derrota por 3-1 na Taça da Liga, contra o Peterborough United, em 5 de janeiro de 2008. No mesmo ano, Sheringham fez apenas mais 3 partidas, a última contra o Stoke City, em 26 de abril.
Durante sua passagem pelo Colchester, Sheringham foi o jogador mais velho das quatro divisões da Premier League, fazendo parte da lista de jogadores que alcançaram mais de 700 partidas. Aos 42 anos, o atacante aposentou-se no final da temporada 2007-08, mas o adeus aos gramados não foi como ele pretendia: o Colchester acabaria rebaixado à League One (terceira divisão inglesa).

## Tentativa de voltar aos gramados
Afastado da mídia desde que encerrou a carreira de jogador, Sheringham voltou às manchetes em julho de 2009, quando, aos 43 anos de idade, recebeu uma proposta do Beckenham Town (clube amador que disputa a Kent League) para retornar ao futebol.
Os torcedores do clube vermelho e branco aguardavam ansiosos a chegada de Sheringham, consumada em 9 de setembro. Mas, na semana seguinte à contratação, a diretoria do Beckenham anunciou que o atacante não atuaria em um jogo da FA Vase, argumentando que a contratação de atacante foi apenas um truque publicitário.

## Carreira internacional
Sheringham estreou pelo English Team em 1993, mas o time não se classificaria para a Copa de 1994.
Entre 1994 e 1996, sob a gestão de Terry Venables, Sheringham foi escolhido como o companheiro de ataque ideal para Alan Shearer. Além dele, Andy Cole, Ian Wright, Robbie Fowler e Les Ferdinand também concorriam a uma vaga no ataque do English Team.
O grande momento da dupla Shearer-Sheringham (apelidada de The SAS - Shearer And Sheringham) foi na Eurocopa de 1996, e o melhor jogo da Inglaterra no torneio foi o 4-1 sobre a Holanda. Apesar da eliminação nas semifinais, muitos acreditavam que a geração formada pela "The SAS", Paul Gascoigne, Steve McManaman, Tony Adams e Paul Ince deixaria os ingleses orgulhosos.
Entretanto, o English Team foi duramente criticado pela imprensa após McManaman, Sheringham e Gascoigne terem sido flagrados bebendo em um bar e provocado uma verdadeira bagunça (com direito a destruírem a cabine de primeira classe de um voo da Cathay Pacific).
Apesar das críticas, Teddy continuaria sendo escolha prioritária do novo técnico da Seleção, Glenn Hoddle (que o comandaria durante a segunda passagem pelo Tottenham), mas a ascensão do jovem Michael Owen acabaria ofuscando a passagem do jogador no English Team.
Reserva de Owen na Copa de 1998, Sheringham quase tornou-se herói da Seleção quando quase marcou o gol da virada sobre a Romênia. Tudo parecia que a carreira internacional de Sheringham terminaria com a eliminação inglesa contra a Argentina, que superou a Inglaterra na decisão por pênaltis.
Não-convocado para a Eurocopa de 2000, Sheringham ganhou novas chances com a vinda de Sven-Göran Eriksson ao comando da Seleção, tendo sido convocado para a Copa de 2002, sendo novamente opção de banco. Disputou duas partidas, sendo que contra a Argentina quase marcou um gol. A última partida pelo English Team foi contra o Brasil, que venceu por 2 a 1 e se sagraria pentacampeão mundial algum tempo depois.

## Carreira de treinador
Em 2014, Sheringham voltou ao West Ham como preparador físico. Permaneceu no clube até o final da temporada, permanecendo inativo até agosto de 2015, quando foi contratado pelo Stevenage, como sucessor de Graham Westley.
Aos 49 anos, com o clube enfrentando uma crise de lesões no elenco e para tentar evitar o rebaixamento do Boro, registrou-se como jogador e técnico da equipe, o que fez do atacante o mais velho atleta em atividade nas 4 divisões profissionais do futebol inglês. Ele, porém, não entrou em campo e perdeu também o cargo em fevereiro de 2016, sendo substituído por Darren Sarll.
Entre 2017 e 2018, comandou o ATK (Índia), primeiro clube não-europeu de sua carreira (como jogador ou técnico). Em 10 partidas sob seu comando, foram 3 vitórias, 3 empates e 4 derrotas.

## Vida pessoal
Casado desde 1992 com Denise Simms, Teddy é pai do também atacante Charlie Sheringham, revelado pelo Crystal Palace. Ele também chegou a se relacionar com as modelos Katie Price, Nicola Smith e Danielle Lloyd.
Em 2020, participou da primeira edição da versão britânica do The Masked Singer, vestido como árvore e sendo eliminado em seguida após sua identidade ser descoberta.

## Títulos
- Mancherster United
- Premier League (3): 1998-1999, 1999-2000, 2000-2001
- FA Cup (1): 1999
- UEFA Champions League (1): 1998-1999
- Copa Intercontinental (1): 1999
- Millwall
- Division Two (1): 1987-1988
- West Ham
- Football League Championship (1): 2004-2005
- Djårgaden
- Swedish Division Two North Championship (1): 1985

## Gols pela Seleção Inglesa
| #  | Data       | Local do Jogo                     | Adversário    | Placar | Competição                             |
| -- | ---------- | --------------------------------- | ------------- | ------ | -------------------------------------- |
| 1  | 08/06/1995 | Elland Road, Leeds                | Suécia        | 3–3    | Amistoso (Umbro Cup)                   |
| 2  | 15/11/1995 | Wembley Stadium, Londres          | Suíça         | 3–1    | Amistoso                               |
| 3  | 18/06/1996 | Wembley Stadium, Londres          | Países Baixos | 4–1    | Eurocopa 1996                          |
| 4  | 18/06/1996 | Wembley Stadium, Londres          | Países Baixos | 4–1    | Eurocopa 1996                          |
| 5  | 09/11/1996 | Boris Paichadze Stadium, Tbilisi, | Geórgia       | 2–0    | Eliminatórias da Copa do Mundo de 1998 |
| 6  | 29/03/1997 | Wembley Stadium, Londres          | México        | 2–0    | Amistoso                               |
| 7  | 30/04/1997 | Wembley Stadium, Londres          | Geórgia       | 2–0    | Eliminatórias da Copa do Mundo de 1998 |
| 8  | 31/05/1997 | Silesian Stadium, Chorzów,        | Polónia       | 2–0    | Eliminatórias da Copa do Mundo de 1998 |
| 9  | 22/04/1998 | Wembley Stadium, Londres          | Portugal      | 3–0    | Amistoso                               |
| 10 | 25/05/2001 | Pride Park, Derby                 | México        | 4–0    | Amistoso                               |
| 11 | 06/10/2001 | Old Trafford, Manchester          | Grécia        | 2–2    | Eliminatórias da Copa do Mundo de 2002 |